# Лопово
Лопово (мар. Лоп) — деревня в Мари-Турекском районе Республики Марий Эл. Входит в состав Карлыганского сельского поселения.

## География
Находится в восточной части республики Марий Эл на расстоянии приблизительно 41 км по прямой на юго-восток от районного центра посёлка Мари-Турек.

## История
В 1834 году в деревне было 14 дворов, 79 жителей, в 1859 году — 15 хозяйств, 108 человек. В 1925 году в деревне Лопово было 193 жителя. В 2000 году в Лопово насчитывалось 51 хозяйство. В советское время работали колхозы «Лоповский», «Арбор», «Большевик», совхозы имени Кирова и «Восход».

## Население
Население составляло 168 человек (мари 98 %) в 2002 году, 165 в 2010.